# Hemoglobina fetal
La hemoglobina fetal (también conocida como hemoglobina F o Hb F) es la hemoglobina normal del feto que en su mayor parte se degrada en los primeros días de vida del niño siendo sustituida por la hemoglobina B.
Durante toda su vida el sujeto normal produce pequeñas cantidades de hemoglobina F.
Existen varios métodos para calcular la cantidad de HbF ya sean microscópicos o fotocolorimétricos, una de las fórmulas más conocidas corresponde a una técnica hematológica basada en la característica de resistencia al medio alcalino de la HbF cuya formula matemática es la siguiente:
% de Hb Fetal:
```
  % Hb F= DO Hb F X 0,203 X 100
              DO Hb T
```

¿Cómo se obtiene esta formula?
DO Hb total 100% --> ml Hb total --> ml mezcla final HbT
DO Hb fetal X% --> ml Hb Fetal --> ml mezcla final HbF
luego resolvemos ambas reglas matemáticas simples, llegando así a la fórmula general y luego a la especifica.
- Datos: Q2496436
- Multimedia: Fetal hemoglobin / Q2496436